# Mastigodryas melanolomus
Mastigodryas melanolomus là một loài rắn trong họ Rắn nước. Loài này được Cope mô tả khoa học đầu tiên năm 1868.

## Hình ảnh

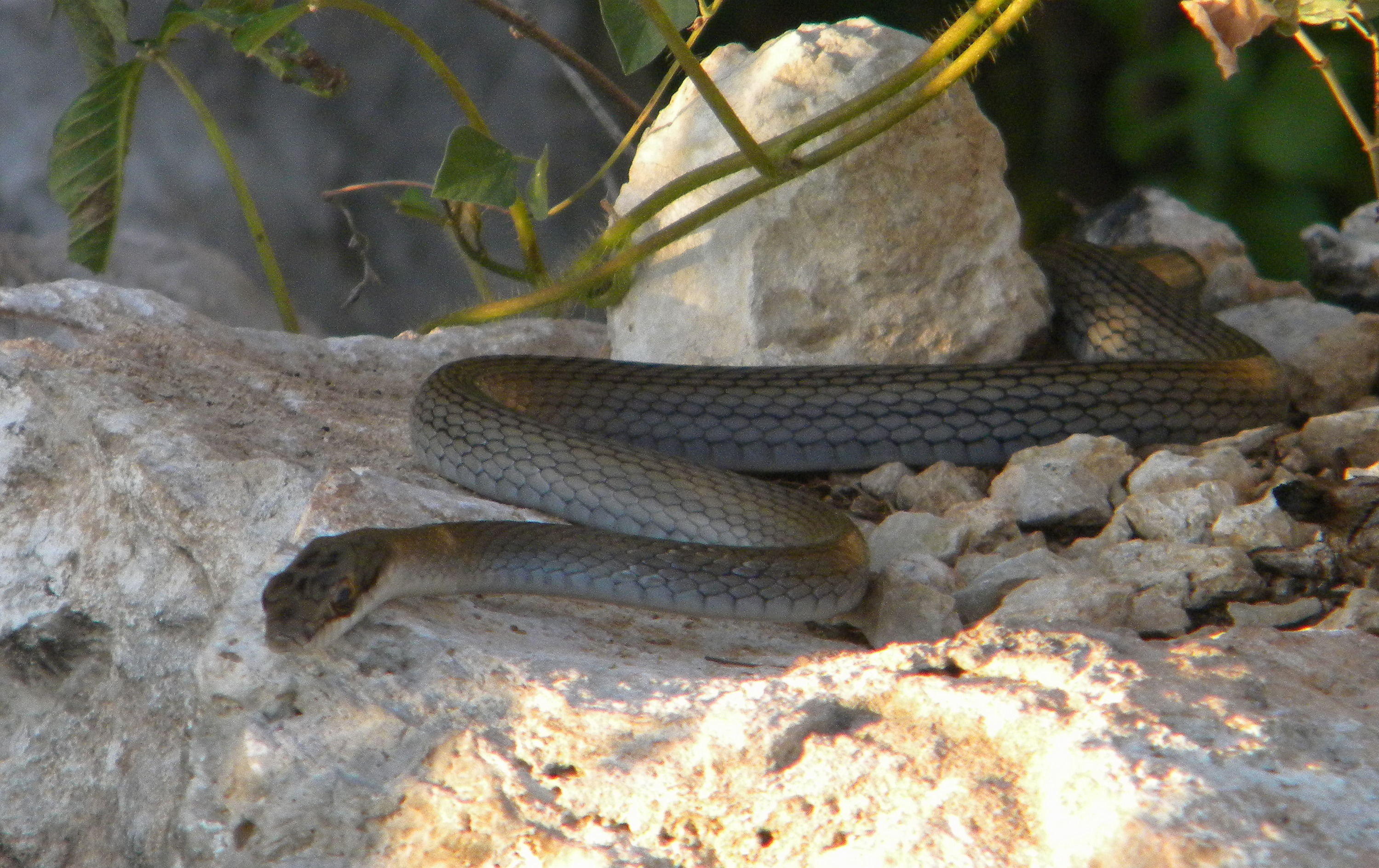